# Ленц, Ганс
Ганс Ленц (нем. Hans Lenz; 12 июля 1907, Троссинген, Баден-Вюртемберг, Германская империя — 28 августа 1968, Ротвайль, Баден-Вюртемберг, ФРГ) — западногерманский государственный деятель, федеральный министр казначейства (1961—1962) и научных исследований (1962—1965) ФРГ.

## Биография

### Образование и карьера
Был правнуком Маттиаса Хохнера. Окончив среднюю школу в Троссингене, переехал в Штутгарт, где продолжил обучение в гимназии Dillmann-Realgymnasium. Затам изучал современную филологию и философию в Тюбингенском, Берлинском, Лондонском, Парижском и Рейкьявикском университетах.
В 1932 г. получил квалификацию книготорговца. С 1936 г. был директором издательства во Вроцлаве, а с 1942 г. — директором издательства в Вене. Будучи лейтенантом запаса разведки, был награжден Железным крестом I и II класса. Участвовал во Второй мировой войне и в 1943 г. попал в плен.
С 1947 по 1950 г. был заместителем директора Института музыкального образования Государственного университета в Троссингене. В 1951 г. был назначен административным директором Фонда Хохнера. С 1965 г. до своей смерти он был президентом Попечительского совета Немецкого фонда «Музыкальная жизнь».

### Политическая деятельность
В Веймарской республике принадлежал к либеральному студенческому союзу, университетской организации Немецкой демократической партии. 1 мая 1933 г. он вступил в НСДАП. С 1948 г. являлся членом FDP / DVP. В 1951 г. был избран заместителем председателя Демократической народной партии в Вюртемберге-Гогенцоллерне. С 1960 по 1964 г. был заместителем национального председателя СвДП. С 1965 г. до своей смерти он был председателем попечительского совета Фонда Фридриха Наумана.
В 1950 г. был избран городским советником в Троссингене. В 1953 г. он был избран в немецкий бундестаг. С 1957 по 1961 г. являлся заместителем председателя фракции СвДП. В октябре 1967 г. сложил свои депутатские полномочия по стоянию здоровья.
- 1961—1962 гг. занимал пост министра федерального казначейства в кабинете Конрада Аденауэра. Вместе с другими федеральными министрами от СвДП ушёл в отставку в связи со «Скандалом со Spiegel».
- 1962—1965 гг. — министр научных исследований. Во время своего пребывания в этой должности также был председателем Германской комиссии по космическим исследованиям. В своем первом федеральном отчете министерства в январе 1965 г. утверждал, что к 1970 г. общие расходы на исследования в Германии должны быть удвоены, иначе ФРГ ждет серьезное отставание в сфере научных и технологических разработок в сравнении с другими промышленно развитыми странами.

По результатам парламентских выборов 1965 г. покинул правительство страны.

## Награды и звания
Был награжден Большим Крестом ордена «За заслуги перед Федеративной Республикой Германия».
К 60-летнему юбилею политика его родной город Троссинген присвоил ему звание почетного гражданина. Почетный доктор Тюбингенского университета.